# Charli (álbum)
Charli es el tercer álbum de estudio y primer álbum homónimo de la cantante inglesa Charli XCX.  Fue lanzado a través de  Asylum y Atlantic Records UK el 13 de septiembre de 2019. El tercer álbum de estudio inicial de Charli XCX fue planeado para ser lanzado en 2017, pero fue desechado en su totalidad luego de una filtración en internet
El álbum está respaldado por una gira mundial, que comienza en Atlanta el 20 de septiembre de 2019.  Charli  fue precedido por los sencillos "1999" con Troye Sivan, "Blame It on Your Love" con Lizzo y "Gone" con Christine and the Queens.  Charli  también fue promocionado por los sencillos promocionales "Cross You Out" con Sky Ferreira, "Warm" con Haim, "February 2017" con Clairo y Yaeji, y "2099" también presentan a Troye Sivan.  Tras su lanzamiento, el álbum recibió elogios de la crítica, con elogios centrados en la producción y composición innovadoras del álbum.

## Antecedentes y grabación
En 2017, Charli XCX se estaba preparando para lanzar su tercer álbum de estudio.  Sin embargo, un hacker pudo robarle varias pistas de demostración Google Drive y  filtradas en línea.  Los fanáticos dieron a la colección de filtraciones el título no oficial  XCX World, aunque nunca se finalizó un título y una lista de canciones para el álbum.  Después de las filtraciones, Charli XCX decidió desechar todo el proyecto y decidió rehacer un nuevo álbum.
Después de una serie de lanzamientos individuales mensuales en el verano de 2018, Charli XCX lanzó el sencillo principal del álbum, "1999" en octubre de 2018. Charli XCX y productor ejecutivo A.  G. Cook comenzó a grabar el álbum en noviembre de 2018 en el estudio de Flume en Los Ángeles, California.  El proyecto inicialmente tenía la intención de ser el tercer lanzamiento en una trilogía de mixtapes, luego del lanzamiento de  Number 1 Angel  y   Pop 2 .  El título debía incluir el número "3", continuando con el motivo de numeración, pero el plan nunca se finalizó.  Después de dos semanas de grabación, Charli XCX decidió que el trabajo sería su tercer álbum de estudio.  La grabación continuó en Eagle Rock de enero a marzo de 2019, donde tuvo lugar la mayoría de la composición y producción del álbum.  La canción "White Mercedes" fue grabada en la casa de  Andrew Watt.  Inicialmente tratando de mantener el "3" en el título, un título funcional para el álbum era "Best Friends" antes de que Cook sugiriera el título "Charli".

## Lanzamiento y promoción
El 13 de junio de 2019, Charli XCX anunció  Charli , junto con su portada, fecha de lanzamiento y lista de canciones con 15 canciones y 14 colaboraciones. Charli XCX debutó "Gone" con Christine and the Queens en Primavera Sound en Barcelona el 30 de mayo y "2099" con Troye Sivan en el Go West Fest en Los Ángeles el 6 de junio.
El álbum es apoyado por el Charli Live Tour.  La gira se anunció junto con la revelación oficial del álbum el 13 de junio de 2019. La gira comenzó el 20 de septiembre de 2019 en Atlanta, Estados Unidos y concluirá en febrero de 2020 en Australia.

## Sencillos
El sencillo principal del álbum es una colaboración con el cantante australiano Troye Sivan, titulado "1999".  Fue lanzado el 8 de octubre de 2018 y su video musical fue lanzado el 11 de octubre de 2018. El segundo sencillo del álbum es la versión original de "Track 10", una canción del mixtape de Charli XCX   Pop 2, titulada "Blame It on Your Love".  Presenta a la cantante y rapera estadounidense Lizzo, y fue lanzado el 15 de mayo de 2019. El tercer sencillo del álbum, "Gone", es una colaboración con la cantante y compositora francesa Christine and the Queens, el sencillo presenta letras en inglés y francés.  Fue lanzado el 17 de julio de 2019 junto con el video musical de la pista. El cuarto sencillo "White Mercedes" fue lanzado el 23 de octubre de 2019. El video musical se lanzó el 11 de octubre de 2019.

### Sencillos promocionales y remix
El primer sencillo promocional, "Cross You Out", presenta a la cantautora estadounidense Sky Ferreira, y fue lanzado el 16 de agosto de 2019. El segundo sencillo promocional, "Warm", presenta a la banda estadounidense de pop-rock Haim, y fue lanzado el 30 de agosto de 2019. El tercer sencillo promocional, "February 2017", presenta a la cantautora estadounidense Clairo junto con la artista de música electrónica coreano-estadounidense Yaeji, y fue lanzado el 6 de septiembre de 2019. El cuarto y último sencillo promocional, "2099", presenta a Sivan y fue lanzado el 10 de septiembre de 2019. Un video musical para "2099", que muestra a Charli XCX y Sivan montando en jet esquís, se lanzó una semana después el 17 de septiembre de 2019.
El remix de No Boys de "Click" se lanzó el 11 de octubre de 2019. El remix conserva el verso de Kim Petras del original pero reemplaza a Tommy Cash con Slayyyter.

## Recepción crítica
"Charli" fue recibido con aclamación universal en el lanzamiento.  En Metacritic, que asigna una calificación normalizada de 100 a las reseñas de  críticos de la corriente principal,  Charli  recibió un puntaje promedio de 80 basado en 22 comentarios, lo que indica comentarios generalmente favorables. En AnyDecentMusic?, que utiliza una fórmula ponderada para encontrar una calificación promedio de 10,  Charli  recibió un puntaje de 7.6 basado en 22 comentarios.
En una crítica de cinco estrellas, Bethany Davison de   The Skinny  escribió "Charli es un disco expansivo, inundado de alegría y angustia, consolidado en su variedad de características, junto con reflexiones indulgentemente sin adornos sobre el miedo y el amor, el registro es ilimitadamente liberador, decadente e indulgente e irresistiblemente bailable. Aitchison ha entregado su mayor trabajo hasta ahora". Valerie Magan de   Choque  galardonado con el álbum 9/10, comentando: "Charli es sin duda un álbum con demasiadas características y demasiadas partes, pero de alguna manera todo encaja de una manera que le permite su inclinación por composición no convencional y su oído para una melodía emocionante para trabajar en concierto, creando un proyecto mejor que casi cualquier cosa que haya hecho en el pasado". Hannah Mylrea de  NME  declaró que  Charli  es "Negrita, descarada y brillante, esta es Charli XCX en su versión más genuina, y es deslumbrante". Neil McCormick de   The Telegraph  comentó que "La sexy portada de Android y las colaboraciones repletas de estrellas (incluidos los iconos alternativos Lizzo, Haim y Christine y las reinas) en su tercer álbum, Charli, sugieren un tono deslumbrante para el estado de éxito de taquilla.  Pero los contenidos son mucho más extraños de lo que eso implica.  [...] Al final del siglo, casi puedes imaginar a futuros críticos rascándose sus cerebros aumentados por IA y aún promocionando a Charli XCX como la próxima gran cosa".  The Line of Best Fit  le dio al álbum la designación "Álbum de la semana", y Claire Biddles agregó que "Charli está casi allí.  En última instancia, es demasiado gloriosamente desordenada y multitudinaria para producir tal cosa.  Aunque a menudo podría beneficiarse de un editor, su proceso y visión no se adhieren a la priorización de la industria de la música del formato del álbum, lo que se siente bien para un artista cuya música podría leerse como un intento de disolver el tiempo mismo".
Mick Jacobs, escribiendo para  PopMatters, le dio al álbum una calificación de 7/10, señalando que "en comparación con el sentido de liberación de las compilaciones anteriores", "Charli suena en desacuerdo con algunos de sus jugadores invertidos y partes: la etiqueta, los fanáticos y Charli la artista".  Jacobs elogió la canción "White Mercedes", pero criticó a otros como "Thoughts" y "Blame It on Your Love", que describió como "una renovación innecesaria [que] parece existir solo porque ella y Lizzo comparten una etiqueta y perfiles en ascenso en la industria". Rachel Aroesti de   Q  le dio al álbum una crítica mixta, escribiendo: "Entre la producción característica de Cook y el brillo de sus colaboradores que roba canciones, a menudo se siente como si el croon nasal de Aitchison y los esquemas contraintuitivos fueran las partes menos interesantes de su propio proyecto".

## Recibimiento comercial
Respecto a su rebimiento comercial no le fue muy bien a pesar de haber recibido aclamaciones por parte de la crítica, en el Billboard 200 debutó en el puesto 42 con unas ventas de 13.2k de las cuales 5.5k fueron ventas puras. En el UK Album Chart ingreso al puesto 14.

## Lista de Canciones
| N.º   | Título                                                                 | Escritor(es) | Producer(s)                     | Duración |  |
| 1.    | «Next Level Charli»                                                    | Charlotte Aitchison y Alexander Guy Cook                                                                                            | A. G. Cook                      | 2:37     |  |
| 2.    | «Gone» (con Christine and the Queens)                                  | Aitchison, Noonie Bao, Héloïse Letissier, Linus Wiklund, Nicholas Petitfrère y Cook                                                 | Cook, Lotus IV, Ö y Baseck      | 4:06     |  |
| 3.    | «Cross You Out» (con Sky Ferreira)                                     | Aitchison, Bao, Wiklund y Cook | Cook y Lotus IV                 | 3:28     |  |
| 4.    | «1999» (con Troye Sivan)                                               | Aitchison, Bao, Oscar Holter, Troye Sivan y Brett McLaughlin                                                                        | Holter                          | 3:09     |  |
| 5.    | «Click» (con Kim Petras y Tommy Cash)                                  | Aitchison, Umru Rothenburg, Theron Thomas, Tommy Cash, Dylan Brady y Cook                                                           | Cook, umru, Brady y Ö           | 3:53     |  |
| 6.    | «Warm» (con Haim)                                                      | Aitchison, Este Haim, Danielle Haim, Alana Haim y Cook                                                                              | Cook                            | 3:45     |  |
| 7.    | «Thoughts»                                                             | Aitchison y Cook | Cook                            | 3:11     |  |
| 8.    | «Blame It on Your Love» (con Lizzo)                                    | Aitchison, Sasha Sloan, Bao, StarGate, Finn Keane y Lizzo                                                                           | Stargate, Cook y Keane          | 3:11     |  |
| 9.    | «White Mercedes»                                                       | Aitchison, Andrew Wotman, Ali Tamposi y Nathan Perez                                                                                | Andrew Watt, Happy Perez y Cook | 3:23     |  |
| 10.   | «Silver Cross»                                                         | Aitchison y Cook | Cook                            | 3:28     |  |
| 11.   | «I Don't Wanna Know»                                                   | Aitchison y Cook | Cook                            | 3:05     |  |
| 12.   | «Official»                                                             | Aitchison, Bao, Patrik Berger, Keane y Cook                                                                                         | Cook, Keane y Berger            | 3:04     |  |
| 13.   | «Shake It» (con Big Freedia, Cupcakke, Brooke Candy and Pabllo Vittar) | Aitchison, Cook, Petitfrère, Cupcakke, Freddie Ross Jr., Pabllo Vittar, Rodrigo Gorky, Pablo Bispo, Arthur Marques, Zebu y Maffalda | Cook y Ö                        | 4:35     |  |
| 14.   | «February 2017» (con Clairo y Yaeji)                                   | Aitchison, Claire Cottrill, Katherine Yaeji Lee, Charles Teiller, Alexandre Teiller, Caroline Beatrix, Christine Maurin y Cook      | Planet 1999 y Cook              | 2:33     |  |
| 15.   | «2099» (con Troye Sivan)                                               | Aitchison, Cook, Sivan y Petitfrère                                                                                                 | Cook y Ö                        | 3:25     |  |
| 50:53 |                                                                        | |                                 |          |  |

## Charts
| Chart (2019)                           | Peak position |
| -------------------------------------- | ------------- |
| Australia (ARIA)                       | 7             |
| Austria (Ö3 Austria)                   | 73            |
| Bélgica (Ultratop flamenca)            | 55            |
| Bélgica (Ultratop valona)              | 54            |
| Canadá (Billboard Canadian Albums)     | 50            |
| Francia (SNEP)                         | 92            |
| Alemania (Media Control Charts)        | 91            |
| Irlanda (IRMA)                         | 21            |
| Japón (Billboard Japan)                | 46            |
| Nueva Zelanda (Recorded Music NZ)      | 26            |
| España (PROMUSICAE)                    | 28            |
| Suiza (Schweizer Hitparade)            | 54            |
| Reino Unido (UK Albums Chart)          | 14            |
| Estados Unidos (Billboard 200)         | 42            |
| Estados Unidos (Rolling Stone Top 200) | 49            |